# 1999 NM33
1999 NM33 är en asteroid i huvudbältet som upptäcktes den 14 juli 1999 av LINEAR i Socorro County, New Mexico.
Asteroiden har en diameter på ungefär 18 kilometer och den tillhör asteroidgruppen Hilda.